# 高根村 (静岡県)
高根村（たかねむら）は、静岡県の北東、富士山東麓にあった駿東郡の村。1956年に御殿場市に編入された。

## 地理
御厨地方北部に位置する。

## 歴史
- 1889年（明治22年）4月1日に塚原村、山之尻村、山尾田村、六日市場村、増田村、中丸村、大堰村、清後村、上小林村、柴怒田村、水土野新田が合併して高根村が発足した。須走村と組合村となっていた。組合村役場は高根村塚原にあった。
- 1956年（昭和31年）1月1日に須走村との組合を解消し御殿場市に編入された。村役場は御殿場市役所高根支所に、村有財産は御殿場市高根財産区に引き継がれた。

## 交通
- 御殿場線御殿場駅が最寄
- 御殿場馬車鉄道